# Rose Hill Acres
Rose Hill Acres é uma cidade localizada no estado norte-americano de Texas, no Condado de Hardin.

## Demografia
Segundo o censo norte-americano de 2000, a sua população era de 480 habitantes.
Em 2006, foi estimada uma população de 500, um aumento de 20 (4.2%).

## Geografia
De acordo com o United States Census Bureau tem uma área de
1,0 km², dos quais 1,0 km² cobertos por terra e 0,0 km² cobertos por água.

## Localidades na vizinhança
O diagrama seguinte representa as localidades num raio de 16 km ao redor de Rose Hill Acres.